# Ulf Mark Schneider
 (septembre 2022).
Si vous disposez d'ouvrages ou d'articles de référence ou si vous connaissez des sites web de qualité traitant du thème abordé ici, merci de compléter l'article en donnant les références utiles à sa vérifiabilité et en les liant à la section « Notes et références ».
Ulf Mark Schneider (né le 9 septembre 1965 à Neuwied) est un chef d'entreprise allemand et américain, PDG de Nestlé de 2017 à août 2024.
Il a travaillé en tant que haut cadre du groupe Haniel et a été le PDG du groupe Fresenius.

## Biographie
Schneider est né et a grandi à Neuwied en Allemagne. Il obtient la nationalité américaine en 2003.
Il a fait des études en Comptabilité et Finance à l'Université de Saint-Gall en Suisse, où il obtient un doctorat en économie en 1992. Il obtient par la suite un MBA de la Harvard Business School.
Il est membre du conseil d'administration du Forum économique mondial.

### Groupe Haniel (1989-2001)
Il commence sa carrière professionnelle en tant que haut cadre du Groupe Haniel. Il est alors assistant du Comité exécutif. Il obtient ensuite plusieurs postes exécutif de la branche Halfen GmbH.
Il devient ensuite vice-président du Business Development en Amérique du Nord, avant d'être le Directeur administratif et financier de Gehe UK.

### Groupe Fresenius (2001-2016)
Il devient directeur administratif et financier de la branche Fresenius Medical Care de Fresenius entre 2001 et 2003, avec de devenir le PDG du groupe de 2003 à 2017.

### Nestlé (2017 - 2024)
En janvier 2017, il remplace Paul Bulcke en tant que PDG de Nestlé, à Vevey en Suisse. C'est la première fois depuis 1922 qu'une personne n'ayant jamais travaillé pour Nestlé devient le PDG du groupe. Il quitte ce poste, et Nestlé, en août 2024 et est remplacé par Laurent Freixe qui a fait toute sa carrière chez Nestlé,,.